# تیم ملی فوتسال تیمور شرقی
تیم ملی فوتسال تیمور شرقی نماینده تیمور شرقی در مسابقات بین‌المللی فوتسال و یکی از تیم‌های فوتسال آسیایی است.
براساس رده‌بندی فیفا تیم فوتسال تیمور شرقی جایگاه ۱۰۸ را در بین تیم‌های ملی فوتسال جهان دارد.